# Jorge Eduardo Lozano
Jorge Eduardo Lozano (Buenos Aires, 10 febbraio 1955) è un arcivescovo cattolico argentino, dal 17 giugno 2017 arcivescovo metropolita di San Juan de Cuyo.

## Biografia
Nasce a Buenos Aires il 10 febbraio 1955.

### Formazione e ministero sacerdotale
Dopo aver compiuto gli studi secondari, ha frequentato la facoltà di ingegneria dell’università tecnologica nazionale. Ha seguito i corsi di filosofia e teologia presso il seminario di Buenos Aires. Si è laureato in teologia alla Pontificia università cattolica argentina ed è stato ordinato sacerdote il 3 dicembre 1982 dal cardinale Juan Carlos Aramburu.

### Ministero episcopale
Il 4 gennaio 2000 papa Giovanni Paolo II lo ha nominato vescovo ausiliare di Buenos Aires, assegnandogli la sede titolare di Forno Maggiore .
Ha ricevuto l'ordinazione episcopale il 25 marzo successivo dalle mani dell'allora arcivescovo metropolita di Buenos Aires Jorge Mario Bergoglio, divenuto in seguito papa Francesco, co-consacranti il vescovo di San Martín Raúl Omar Rossi e il vescovo ausiliare di Buenos Aires Mario José Serra.
Il 22 dicembre 2005 papa Benedetto XVI lo ha nominato vescovo di Gualeguaychú. Ha preso possesso della diocesi l'11 marzo 2006.
Il 13 marzo 2009 e il 16 maggio 2019 ha compiuto la visita ad limina.
Nella Conferenza episcopale argentina è presidente della commissione di pastorale sociale.
Durante la V Conferenza generale dell'episcopato dell'America Latina e dei Caraibi tenutasi nel 2007 ad Aparecida in Brasile, è stato responsabile dell’ufficio stampa dell'assemblea; inoltre è stato uno dei quattro vescovi argentini che hanno partecipato al sinodo sulla nuova evangelizzazione a Roma nell'ottobre 2012.
Il 31 agosto 2016 papa Francesco lo ha promosso arcivescovo coadiutore di San Juan de Cuyo; è succeduto ad Alfonso Rogelio Delgado Evers, dimessosi per raggiunti limiti d'età il 17 giugno 2017.
Il 6 novembre 2020 è stato eletto segretario generale del Consiglio Episcopale Latinoamericano a seguito della nomina di Mons. Juan Carlos Cárdenas a vescovo della diocesi di Pasto e insieme agli altri componenti del consiglio è stato ricevuto in udienza papale il 9 dicembre 2021 e il 19 febbraio 2022.
Il 2 dicembre 2021 è stato nominato membro del Dicastero per la comunicazione.
Il 6 giugno 2015 e il 16 febbraio 2022 è stato ricevuto in udienza papale.
È impegnato nella lotta alla disoccupazione giovanile in Argentina e per salari equi per i lavoratori agricoli migranti, che ricevono salari bassissimi dalle agenzie di collocamento.
Ha dichiarato come sia inaccettabile l'arricchimento di pochi durante la pandemia, frutto di diseguaglianza preesistente, denunciando in particolare che in America Latina il Covid-19 ha comportato una battuta d'arresto di quasi il 10% in media nella qualità di vita della popolazione.

## Genealogia episcopale e successione apostolica
La genealogia episcopale è:
- Cardinale Scipione Rebiba
- Cardinale Giulio Antonio Santori
- Cardinale Girolamo Bernerio, O.P.
- Arcivescovo Galeazzo Sanvitale
- Cardinale Ludovico Ludovisi
- Cardinale Luigi Caetani
- Cardinale Ulderico Carpegna
- Cardinale Paluzzo Paluzzi Altieri degli Albertoni
- Papa Benedetto XIII
- Papa Benedetto XIV
- Papa Clemente XIII
- Cardinale Bernardino Giraud
- Cardinale Alessandro Mattei
- Cardinale Pietro Francesco Galleffi
- Cardinale Giacomo Filippo Fransoni
- Cardinale Carlo Sacconi
- Cardinale Edward Henry Howard
- Cardinale Mariano Rampolla del Tindaro
- Cardinale Antonio Vico
- Arcivescovo Filippo Cortesi
- Arcivescovo Zenobio Lorenzo Guilland
- Vescovo Anunciado Serafini
- Cardinale Antonio Quarracino
- Papa Francesco
- Arcivescovo Jorge Eduardo Lozano

La successione apostolica è:
- Vescovo Héctor Luis Zordán, M.SS.CC. (2017)
- Vescovo Carlos María Domínguez, O.A.R. (2019)
- Vescovo Gustavo Manuel Larrazábal, C.M.F. (2022)
- Vescovo Mario Héctor Robles (2022)

## Opere
- Jorge Eduardo Lozano, Tengo algo que decirte, Lumen, 2012, ISBN 978-9870009399.